# Temple de Romulus
Ne doit pas être confondu avec Temple de Jupiter Stator.
Le temple de Romulus (en latin : Templum Romulus Divus) est un monument romain situé à Rome, le long de la Voie sacrée, à l'entrée sud-est du Forum Romain, et attenant à la Basilique Santi Cosma e Damiano. On peut apercevoir, en surplomb, le sol de la rotonde intérieure du temple antique à travers une verrière située dans la nef de la basilique, tandis que la porte extérieure du temple, côté Forum, est le plus souvent fermée).

## Localisation
Le temple se tient sur le côté est de la Voie Sacrée, face à la Maison des vestales, entre le temple d'Antonin et Faustine et la basilique de Constantin.

## Fonction
L'identification du monument est encore aujourd'hui sujette à débats. Selon la théorie la plus largement répandue, il s'agit d'un temple érigé par Maxence en l’honneur de son défunt fils Valérius Romulus qu'il fait diviniser. Cette théorie s'appuie sur le nom de « temple de Romulus » donné au monument durant le Moyen Âge et sur la représentation d'un temple circulaire qui apparaît sur des pièces de monnaie frappées durant le règne de Maxence et portant la mention Aeternae Memoriae.
Une autre théorie identifie ce temple comme étant celui dédié à Jupiter Stator, fondé selon la légende par Romulus puis reconstruit au début du IIIe siècle av. J.-C. par le consul Marcus Atilius Regulus. Son emplacement correspond en effet à celui du temple de Jupiter Stator, soit tout de suite après l'archaïque porte du Palatin, la Porta Mugonia, à proximité de la Regia. Cette identification est en partie confirmée par les catalogues régionnaires constantiniens qui placent le temple de Jupiter Stator dans la Regio IV.

## Histoire

### Antiquité
Selon l'hypothèse qu'il s'agit du temple de Romulus et non du temple de Jupiter Stator, la construction du temple débute après 309 et la divinisation de Valérius Romulus. Une partie de l'inscription dédicatoire, encore visible au XVIe siècle, mentionne le nom de Constantin, ce qui impliquerait que ce dernier s'est approprié le temple après avoir défait Maxence,.

### Moyen Âge
Durant le VIe siècle, une aile du bâtiment rectangulaire du forum de la Paix, sous le pontificat du pape Félix IV, est transformée pour l'aménagement de la basilique des saints Côme et Damien. La rotonde du temple de Romulus, qui touche le bâtiment du forum de la Paix, est intégrée dans la nouvelle basilique avec l'aménagement d'un passage vers celle-ci. Aujourd'hui, l'on peut apercevoir le sol de la rotonde du temple depuis une verrière dans la nef basilicale.
En 1632, la porte de bronze et les colonnes de porphyre sont rehaussées à niveau légèrement supérieur par rapport à la Via Sacra.

### Vestiges
Aujourd'hui, la rotonde du temple est encore bien conservée. Elle doit sa survie à son incorporation à la basilique Santi Cosma e Damiano. Les deux salles latérales ont quasiment disparu : seules les colonnes de l'entrée de la salle orientale sont encore debout.

## Description
Le temple présente une architecture atypique. Il s'agit d'un temple circulaire en brique couvert par un dôme et flanqué de deux salles à abside. Sa façade était nettement concave, la porte en bronze au centre étant entourée de chaque côté par deux niches qui pouvaient accueillir chacune une grande statue. Les deux salles latérales, profondes et étroites, se terminent par une abside et communiquent avec la cella centrale. L'entrée de chacune de ces deux salles est marquée par deux colonnes en cipolin érigées sur de hauts podiums.
Selon l'hypothèse identifiant le temple à celui dédié à Jupiter Stator, les deux salles latérales pourraient être dédiées aux Pénates qui ont vu leur temple au sommet de la Velia déplacé pour libérer l'espace nécessaire à la construction de la basilique de Constantin.
La porte en bronze est l'une des rares portes romaines survivantes et possède un mécanisme encore fonctionnel (un autre est celui de la Curie Iulia de la basilique de San Giovanni in Laterano ).
Deux salles rectangulaires se terminant par autant d'absides et reliées au temple ont été créées entre la partie centrale de la structure et les bâtiments adjacents. Deux colonnes de marbre cipollin reposant sur des socles surélevés servaient de décoration à l'entrée de ces deux pièces. Seule la dernière colonne, à droite, a survécu jusqu'à nos jours.
Quelques traces de fresques, datant de la transformation du temple en vestibule, sont visibles de l'intérieur de la basilique des Saints Côme et Damien. Le bas de la nef s'ouvre en effet sur le corps central du temple, situé à un niveau inférieur.
Le bâtiment est plus haut que la Via Sacra parce que les fouilles archéologiques du XIXe siècle ont enlevé par erreur le revêtement de sol post-néronien, le prenant pour un ajout médiéval ; ainsi, ils purent explorer même les couches les plus anciennes du Forum (le niveau actuel date du premier empire), mais ils laissèrent découvertes les fondations des bâtiments ultérieurs, comme le temple de Romulus lui-même, l'arc de Titus et la basilique de Maxence.

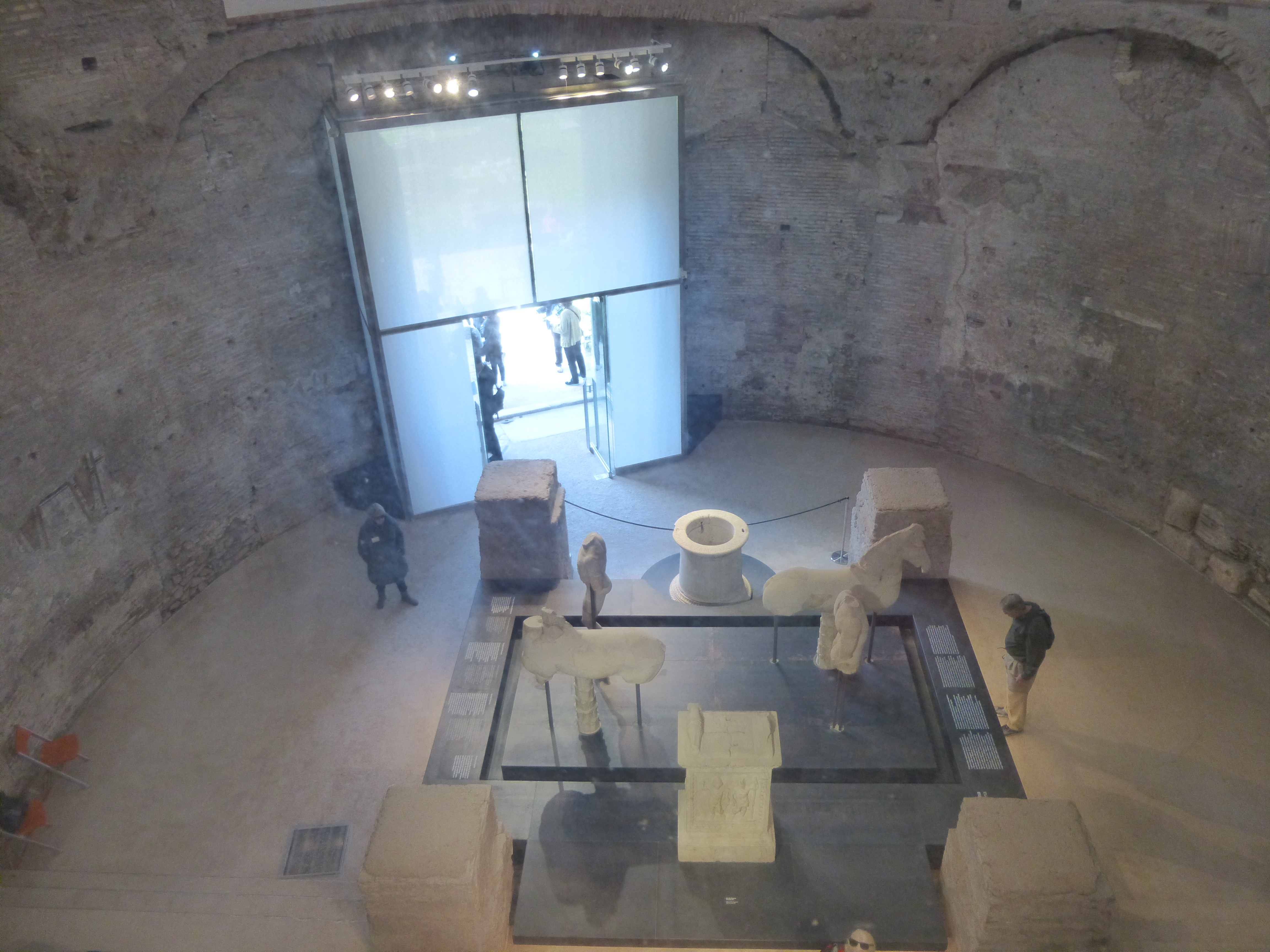
Vue intérieure du temple de Romulus, depuis la verrière située dans la basilique Santi Cosma e Damiano (ancien vestibule de la basilique). En 2015, le temple accueille la reconstruction du mobilier de la fontaine de Juturne (Fons Iuturnae).
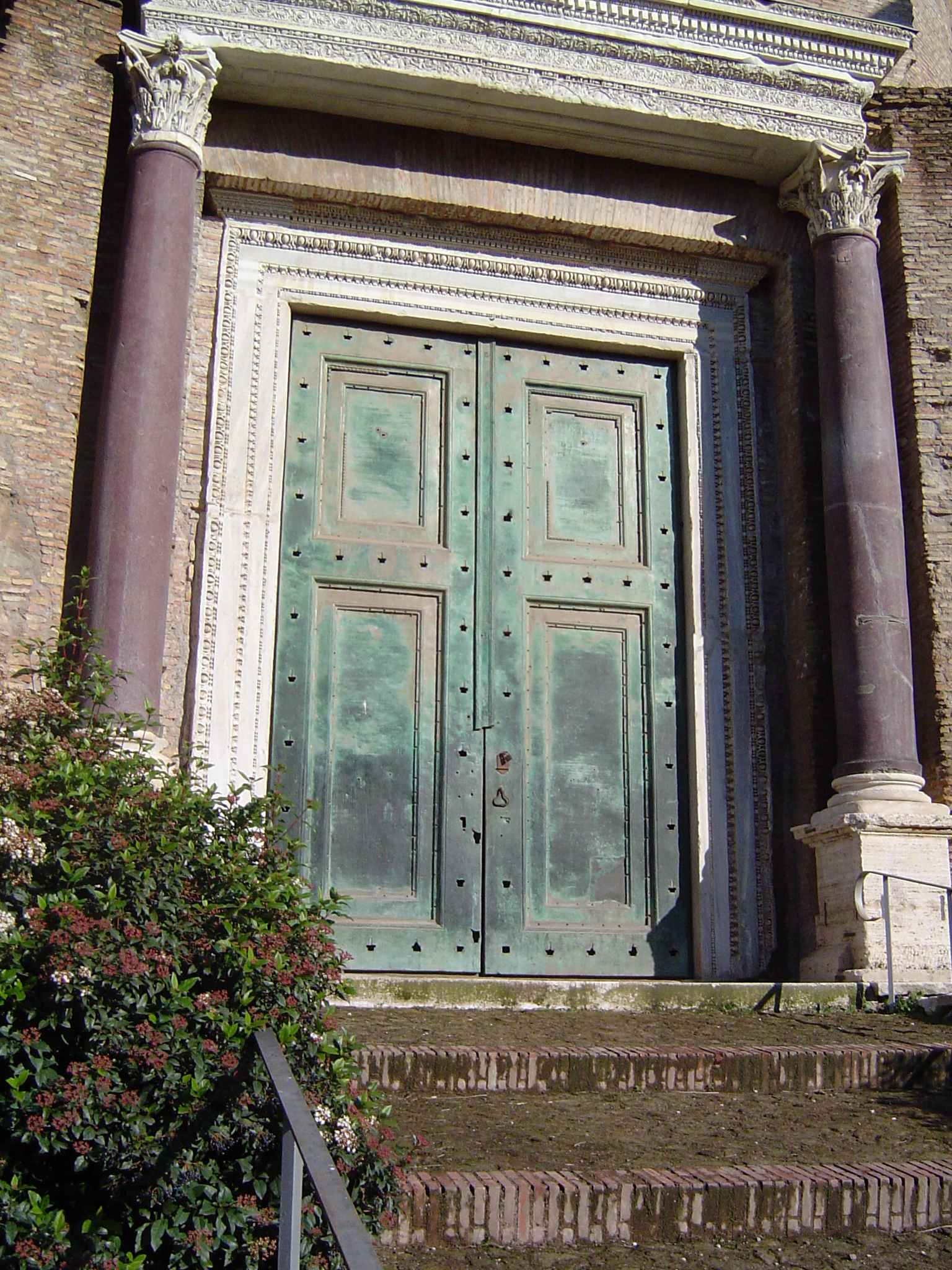
La porte antique du temple.
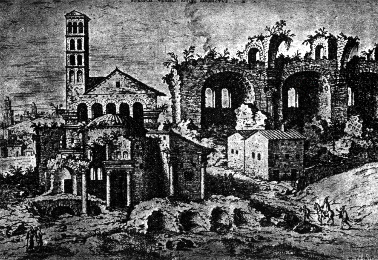
Le temple de Romulus sur une gravure de 1550.